# Ishiwata Sōtarō

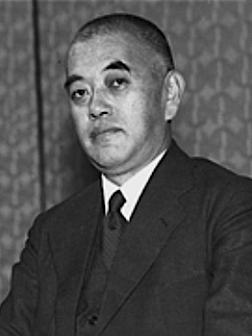
Ishiwata Sōtarō

Ishiwata Sōtarō (japanisch 石渡 荘太郎; geboren 9. Oktober 1891 in Tokio; gestorben 4. November 1950) war ein japanischer Bürokrat und Politiker während der Shōwa-Zeit.

## Leben und Wirken
Ishiwata Sōtarō war Sohn des Juristen Ishiwata Bin’ichi (石渡 敏一, 1859–1937). Nach dem Abschluss an der Universität Tokio im Jahr 1916 trat er in das Finanzministerium ein, wo er Steuerbeamter und Leiter der Nationalen Steuerabteilung war. Als es im Zusammenhang  mit den japanischen Einmarsch 1937 in Nordchina um eine Sondersteuer ging, gab es so großen Widerstand, dass der Plan aufgegeben werden musste.
1939 wurde er Finanzminister im Kabinett Hiranuma, dann im Kabinett Koiso, 1940 Chefkabinettssekretär im Kabinett Yonai, wo er, wie Yonai, gegen den Dreimächtepakt war. 1944 wurde er Finanzminister im Kabinett Tōjō. Er war außerdem Generalsekretär der „Unterstützungsorganisation für die staatliche Ordnung“ (大政翼賛会, Taisei yokusankai). 1943 wurde er nach Nanjing geschickt, um den Vorsitzenden der Separatregierung Wang Jingwei als Wirtschaftsfachmann zu unterstützen.
Nach Ende des Pazifikkriegs wurde er von jeder öffentlichen Betätigung ausgeschlossen. Er starb 1950, noch keine 60 Jahre alt, bevor diese Bestimmung 1952 aufgehoben wurde.